# Gmina Wiślica
Die Gmina Wiślica ist eine Stadt-und-Land-Gemeinde im Powiat Buski der Woiwodschaft Heiligkreuz in Polen. Ihr Sitz ist die gleichnamige Stadt mit 503 Einwohnern (2016). Wiślica war im Jahr 2018 die kleinste Stadt Polens. Die Gemeinde hat insgesamt etwa 5600 Einwohner, die sich über 20 Dörfer verteilen.

## Geographie

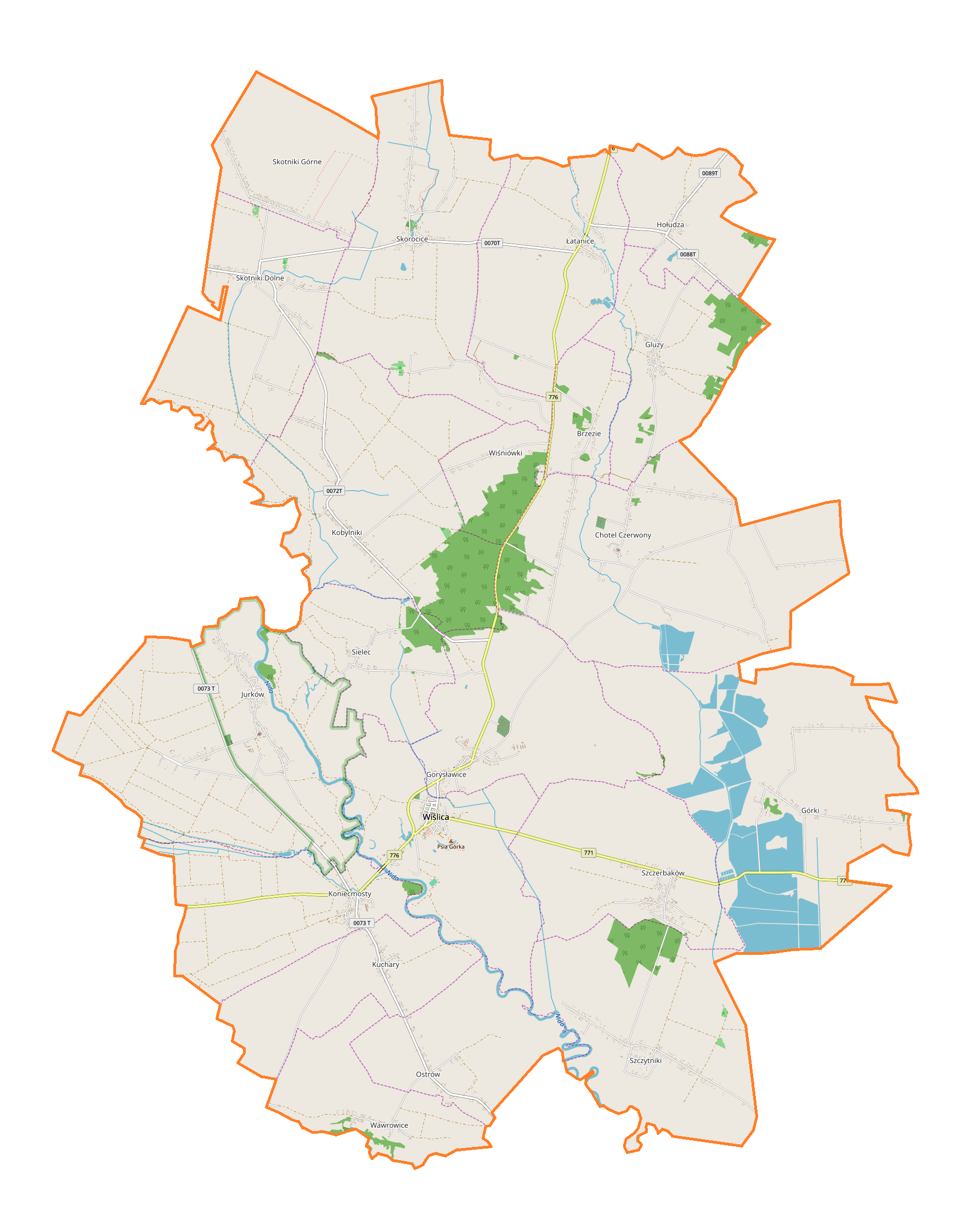
Karte der Gemeinde

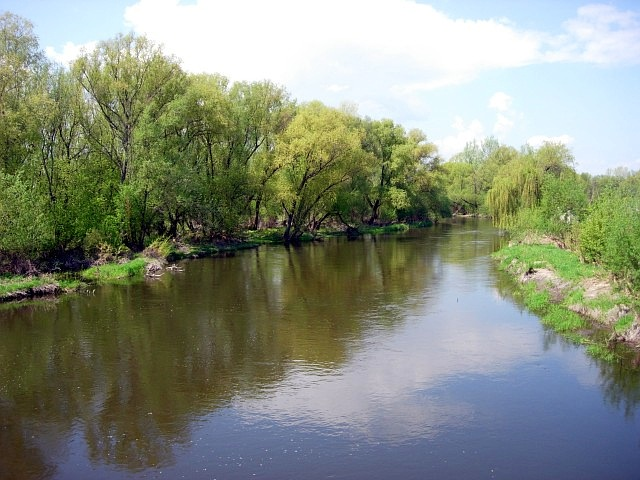
Die Nida auf Gemeindegebiet

Die Gemeinde liegt im Süden der Woiwodschaft. Zu den Gewässern gehört die Nida, die ein Zufluss zur südöstlich der Gemeindegrenzen vorbeifließenden Weichsel ist. Im Osten der Gemeinde liegen zahlreiche Teiche. Von der Fläche mit 100,32 km² werden 85 Prozent des landwirtschaftlich genutzt, 3 Prozent sind Wald.

## Geschichte
Die Gemeinde besteht seit 1951, bis dahin war Wiślica Sitz der Gmina Chotel. Von 1975 bis 1998 gehörte die Gemeinde zur Woiwodschaft Kielce. Mit der Verleihung der Stadtrechte an Wiślica am 1. Januar 2018, erhielt die Gemeinde ihren heutigen Status. Für die Dauer eines Jahres war ihr Hauptort die nach Einwohnerzahl kleinste Stadt Polens, dann wurde es von Opatowiec abgelöst.
Wiślica war im 14. bis 16. Jahrhundert eine Stadt von landesweiter Bedeutung.

## Gliederung
Zur Stadt-und-Land-Gemeinde (gmina miejsko-wiejska) Wiślica gehören neben der Stadt folgende zwanzig Dörfer mit einem Schulzenamt:
Brzezie
Chotel Czerwony
Gluzy
Gorysławice
Górki
Hołudza
Jurków
Kobylniki
Koniecmosty
Kuchary
Łatanice
Ostrów
Sielec
Skorocice
Skotniki Dolne
Skotniki Górne
Szczerbaków
Szczytniki
Wawrowice
Wiśniówki

## Natur
Zum Gemeindegebiet gehört Anteile des Landschaftsschutzparks Nidagebiet und der Naturreservate Góry Wschodnie und Przęślin.